# Krauser
Michael Krauser GmbH és una empresa alemanya amb seu a Pirmasens. Fundada el 1924 a Múnic com a taller de rectificat de cilindres i reparació de motocicletes, es manté activa en els sectors dels accessoris per a motocicleta, així com en la construcció en sèrie limitada de motocicletes i sidecars.

## Producció

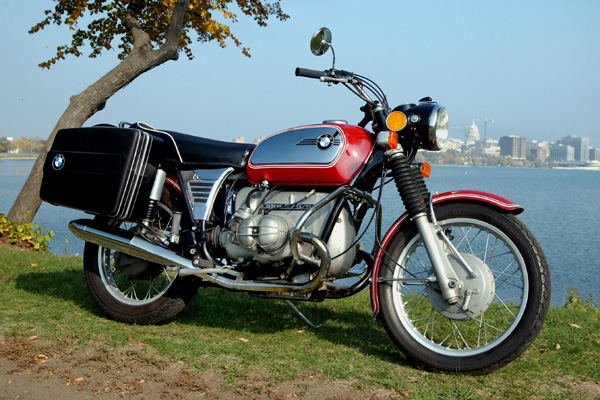
Les famoses maletes Krauser en una BMW R 75/5 de 1973

El 1972, l'empresa endegà la producció del que va esdevenir el producte més conegut de la marca, una maleta de moto que es convertí en un accessori "imprescindible" per als propietaris de BMW a partir de la gamma /5.
El 1980 va entrar en producció, en sèrie limitada, la MKM 1000, una motocicleta especial propulsada pel motor boxer BMW R 100 de 1.000 cc (modificat amb una culata de quatre vàlvules) i amb un xassís tubular de tipus enreixat. La culata de quatre vàlvules va permetre augmentar la potència del motor dels 70 CV de la versió estàndard a uns 85-90 CV.
El 1989, Krauser va presentar el Domani, un sidecar equipat amb un carenat complet envoltant de línies futuristes propulsat pel motor BMW K100 de tetracilíndric i desenvolupat juntament amb LCR, igual que el posterior Dopo Domani. Les característiques fonamentals d'aquests vehicles, derivats dels sidecars de competició emprats al campionat del món, eren el bastidor únic per a la moto i el sidecar (a diferència de les motos tradicionals, que tenen bastidors separats per a tots dos elements) i la suspensió anterior amb braços oscil·lants, d'origen automotriu. Aquests models encara estan en producció, però actualment propulsats pel motor BMW K1200.

## Competició
El 1980, Krauser va començar a participar en competicions de motociclisme tot patrocinant les Kawasaki KR 250 i 350 d'Anton Mang, campió del món de 250cc aquell any. L'activitat del "Krauser Racing Team" es va ampliar amb l'adquisició dels departaments de curses de les empreses alemanyes Kreidler (1982) i Zündapp (1984). L'antiga Zündapp "RM 80", rebatejada com a Krauser, va guanyar el campionat del món de motociclisme de 80cc el 1985 amb el suís Stefan Dörflinger de pilot i el campionat del món de constructors de la mateixa cilindrada les temporades de 1985 i 1989.
El 1985, l'empresa va desenvolupar un motor de dos temps tetracilíndric de curses derivat del de la Yamaha TZ 500 per a ser emprat en sidecars de competició. Aquest motor, inserit en un xassís LCR, va guanyar sis campionats del món consecutius de la seva categoria (de 1989 a 1994) amb pilots com ara Steve Webster (primer amb Tony Hewitt de copilot i després amb Gavin Simmons), Alain Michel (amb Simon Birchall) i Rolf Biland (amb Kurt Waltisperg).
A banda de les competicions mundials, Krauser va tenir èxit també en campionats estatals i europeus. El 1988, el búlgar Bogdan Nikolov va guanyar el campionat d'Europa de 80cc amb una d'aquestes motos.